# Université des sciences de la santé du Cambodge

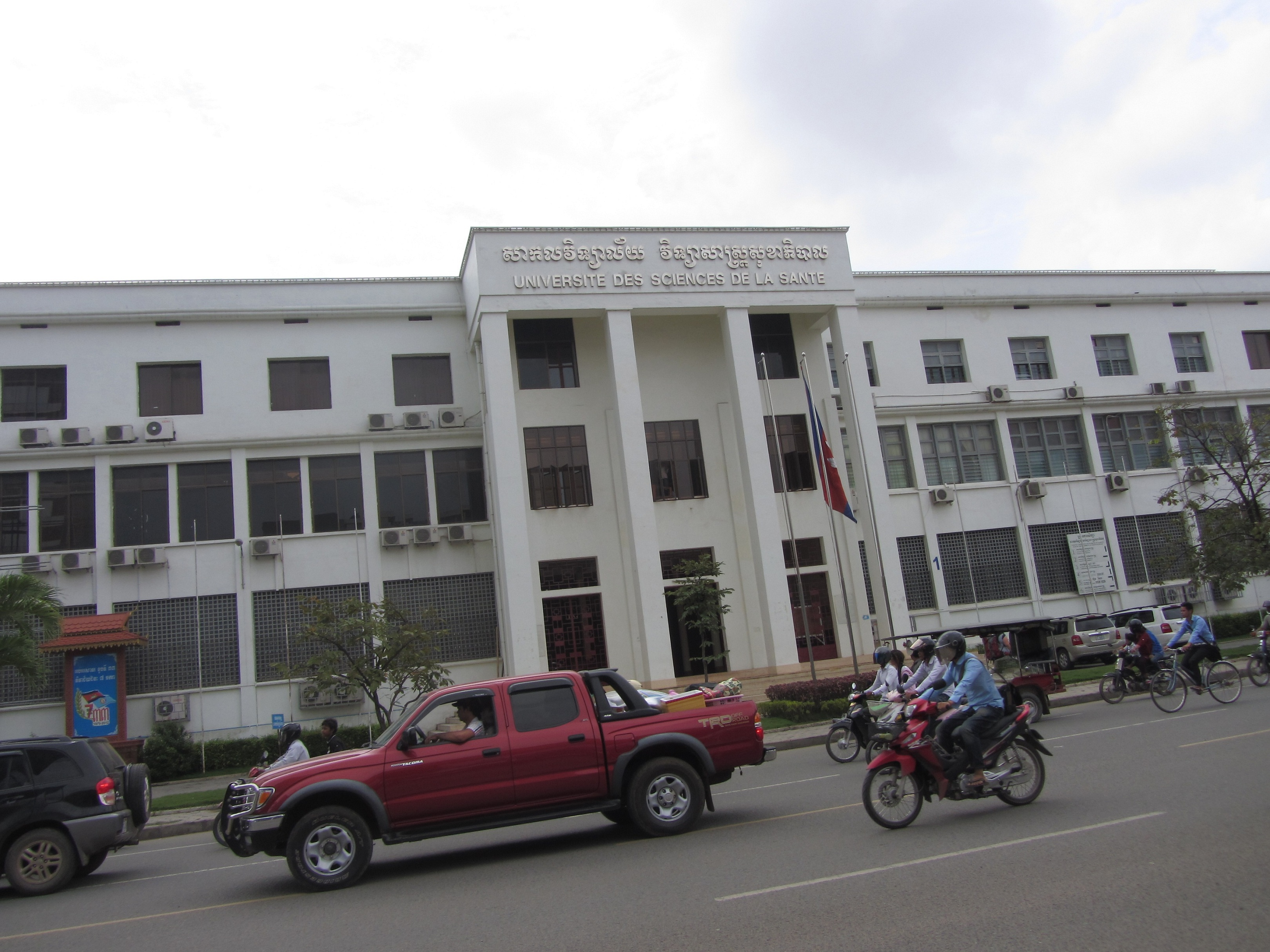
Façade de l'université sur le boulevard Monivong.

L'Université des sciences de la santé du Cambodge (khmer : សាកលវិទ្យាល័យវិទ្យាសាស្រ្តសុខាភិបាល, anglais : University of Health Sciences) est une université publique du Cambodge située à Phnom Penh offrant plusieurs programmes en sciences de la santé. Son campus est situé sur le boulevard Monivong.

## Histoire
L'École des officiers de santé en fondée en juin 1946. Elle devient l'École royale cambodgienne de médecine en 1953, puis la faculté de médecine et de pharmacie en 1962. En 1967, la faculté de pharmacie est transférée à l'Université de Phnom Penh. En 1971, elle devient la faculté médicale et paramédicale, avec l'ajout de l'odontostomatologie. Durant la période du Kampuchéa démocratique, l'institution est abandonnée. L'université redémarre en janvier 1980 par la fusion des facultés de médecine, de pharmacie et d'odontostomatologie. Elle devient l'Université des sciences de la santé du Cambodge en 1997. À la fin de 2001, elle devient une institution publique.

## Facultés
- Faculté de médecine
- Faculté de pharmacie
- Faculté d'odontostomatologie
- École technique des soins médicaux

## Hôpitaux affiliés
6 hôpitaux (dont l'hôpital Calmette (en)) et 4 centres nationaux spécialisés sont affiliés avec l'université.

## Source
- (en) Cet article est partiellement ou en totalité issu de l’article de Wikipédia en anglais intitulé « University of Health Sciences – Cambodia » (voir la liste des auteurs).